# 覆面オーケストラ
覆面オーケストラ（ふくめんオーケストラ）とは、録音媒体に通常の正式名称が記載されておらず、実体が隠されているオーケストラの俗称である。
覆面オーケストラには、録音だけの目的でさまざまな演奏家を集めて結成した臨時編制のオーケストラである場合や、音楽会社との契約の関係で正式名称が公表できないため変名を使用している場合などがある。いずれも、その名称での活動は録音のみであり、演奏会は行わない。

## 各種の覆面オーケストラ
コロンビア交響楽団：
米コロンビア・レコード社とその関連会社による録音用オーケストラ。
- コロンビア交響楽団のハリウッド録音:「ブルーノ・ワルター指揮のコロンビア交響楽団」や、「イーゴリ・ストラヴィンスキー指揮のコロンビア交響楽団（その中のハリウッド録音）」は、アメリカ・カリフォルニアにおいてコロンビア・レコード社が編成した録音専用オーケストラである。特に、大指揮者ワルターの晩年の芸術をステレオ録音で残したことで名高い。このオーケストラの実体は、ハリウッドの映画スタジオの奏者たちによって組織されていたグレンデール交響楽団の変名であるという説[1]がある。その一方、ロサンゼルス・フィルハーモニー管弦楽団のメンバーを主体にしつつ、それにハリウッドの映画スタジオに所属する奏者などを加えたという説[2]もある。ただ、後者の説の場合も、それに参加した映画音楽奏者たちがグレンデール交響楽団に所属していた可能性は高い。
- コロンビア交響楽団のニューヨーク録音の大部分:1950年代から60年代にかけて、コロンビア・レコード社の関連会社コロンビア・マスターワークス社によってニューヨークで編成されたオーケストラは、ニューヨーク・フィルハーモニー交響楽団、メトロポリタン歌劇場ならびにNBC交響楽団の楽団員をフリーランス奏者として雇用したものであった。大作曲家イーゴリ・ストラヴィンスキーが自作自演に際して振ったコロンビア交響楽団の中にもニューヨークで録音されたものがあり、これに該当する。
- コロンビア交響楽団のニューヨーク録音の一部:ブルーノ・ワルター指揮のコロンビア交響楽団の録音の中で、ベートーヴェンの交響曲第9番第４楽章と、ベートーヴェンのコリオラン序曲に使用されたオーケストラだけは、上記「コロンビア交響楽団のハリウッド録音」のそれとは異なっている上に、さらに、上記「コロンビア交響楽団のニューヨーク録音の大部分」とも異なっている。この両曲を演奏した「コロンビア交響楽団」はニューヨーク・フィルハーモニー交響楽団の変名であった。これについては「コロンビア交響楽団#ワルターのステレオ録音での例外」項を参照。
- コロンビア交響楽団のクリーヴランド録音:「ジョージ・セル指揮のコロンビア交響楽団」とされているものは、セルが音楽監督をつとめていたクリーヴランド管弦楽団の変名である。

RCAビクター交響楽団 ほか
米RCAレコードの録音用オーケストラ。
- ビクタートーキングマシン社のオーケストラ、RCAビクター管弦楽団（旧）：ビクタートーキングマシン社はアメリカのレコード会社である。同社の音楽監督のナット・シルクレット（Nat Shilkret）がニュージャージー州カムデンにおいて編成した録音用オーケストラである。ストコフスキー時代のフィラデルフィア管弦楽団のメンバーを主体としていた。1929年にビクタートーキングマシン社がRCAに買収されてRCAビクターが設立されるとともに、このオーケストラもRCAビクター管弦楽団（RCA Victor Orchestra）と呼ばれるようになる。1943年にフィラデルフィア管弦楽団がコロンビア・レコードの専属となったため、消滅。
- RCAビクター交響楽団（RCA交響楽団）：RCAビクター管弦楽団（旧）が停止したため、RCAはニューヨークにおいて新たな録音専用オーケストラを編成した。これがRCAビクター交響楽団である。ニューヨーク・フィルハーモニー交響楽団、メトロポリタン歌劇場管弦楽団、シティー・センター、NBC交響楽団、放送局のスタッフ・ミュージシャンなどの選抜メンバーによる編成だったといわれている[4]。また、ニューヨーク・フィルハーモニー交響楽団の変名の場合もあるらしい[5]。下記のうち、ライナー指揮のオーケストラが「RCAビクター交響楽団」、ストコフスキーやクリップス指揮のオーケストラが「RCA交響楽団」と呼ばれていたという説もあるが、発売されたレコードではこのふたつの名称は必ずしも区別されていない。
  - フリッツ・ライナー指揮のRCAビクター交響楽団：RCAビクター交響楽団の事実上の音楽監督はフリッツ・ライナーであった。ライナーの求めに応じて、上記のミュージシャンから特別に選抜されたメンバーによって編成されていた。オーケストラ・ビルダーとしても名高いライナーの指導のもと、実力的にはアメリカ一流の水準を確保していた。著名な録音として、ウラディミール・ホロヴィッツのピアノによるベートーヴェンのピアノ協奏曲第5番「皇帝」（1952）、同じくホロヴィッツのピアノによるラフマニノフのピアノ協奏曲第3番（1951）などがある。
  - その他のRCAビクター交響楽団、RCA交響楽団のニューヨーク録音：レオポルド・ストコフスキーやヨーゼフ・クリップスのニューヨークでの録音には、ライナーのRCAビクター交響楽団とは別に組織された臨時編成オーケストラが使われている。また、キリル・コンドラシン、アルフレッド・ウォーレンスタイン、レナード・バーンスタインなどの指揮によるニューヨークでの録音にもRCAビクター交響楽団（またはRCA交響楽団）がクレジットされているが、この団体の構成はよくわかっていない。著名な録音として、コンドラシンが1958年にヴァン・クライバーンに同行して初めてアメリカを訪れた際に録音した「チャイコフスキー：ピアノ協奏曲第１番」（ピアノ：クライバーン）、「ロシア管弦楽名演集（ハチャトゥリアン：組曲｢仮面舞踏会」、カバレフスキー：組曲｢道化師｣ 、チャイコフスキー：イタリア奇想曲〈ヴァイオリン独奏：オスカー・シュムスキー〉、リムスキー＝コルサコフ：スペイン奇想曲）」、などがある。
  - RCAビクター交響楽団のカリフォルニア録音：RCAがカリフォルニア州で録音したレコードにもRCAビクター交響楽団の名称が使われたことがある。これはニューヨークのRCAビクター交響楽団とは別物で、上記「コロンビア交響楽団のハリウッド録音」と近い形態のものであったと推定されている。著名な例として、ヤッシャ・ハイフェッツのヴァイオリンによるグラズノフのヴァイオリン協奏曲（ワルター・ヘンドル指揮、1963年）がある。
- RCA管弦楽団（RCAビクター管弦楽団）:RCAは1950年代にオペラの全曲録音を積極的に行ったが、そのオーケストラとしてRCA Orchestra（RCA管弦楽団）またはRCA Victor Orchestra（RCAビクター管弦楽団）がクレジットされている。これは契約上の都合による変名であり、実態はメトロポリタン歌劇場管弦楽団であったと考えられている[6]。
  - 特に著名なのはライナー指揮による1951年録音のビゼーの歌劇「カルメン」である。この録音の歌手陣は当時のメトロポリタン歌劇場のメンバーによって占められている。なお、このレコードはオペラ指揮者としても著名であったライナーの、唯一のオペラ全曲の正規録音である。
  - その他、このオーケストラ名で発売されたヴェルディのオペラ全曲録音として、「リゴレット」「イル・トロヴァトーレ」（レナート・チェリーニ指揮）、「シモン・ボッカネグラ」（ジャナンドレア・ガヴァッツェーニ指揮）などがある。
- RCAイタリアーナ管弦楽団（イタリアRCA歌劇管弦楽団）:1960年代にRCAレコードがローマで行ったヴェルディやプッチーニの録音に起用された。ローマ歌劇場管弦楽団の変名であったといわれている[4]。RCAイタリア管弦楽団、RCAイタリア・オペラ管弦楽団、イタリアRCA歌劇管弦楽団の名称が使われているものもある。
  - 　録音としては、ヴェルディの歌劇「エルナーニ」（トーマス・シッパーズ指揮）「椿姫」（ジョルジュ・プレートル指揮）・「リゴレット」（ゲオルク・ショルティ指揮）、プッチーニの歌劇「つばめ」（フランチェスコ・モリナーリ＝プラデッリ指揮）などがある。

フィラデルフィア・ロビンフッド・デル管弦楽団単に「ロビンフッド・デル管弦楽団」と名乗る場合もある。フィラデルフィア管弦楽団の変名。「ロビンフッド・デル」はフィラデルフィアにある野外音楽コンサート会場で、同管弦楽団の夏のシーズンの音楽祭の会場となる。ウィリアム・カペルがピアノを担当したラフマニノフの「パガニーニの主題による狂詩曲」（指揮：フリッツ・ライナー、1951年録音）、同「ピアノ協奏曲第2番」（指揮：ウイリアム・スタインバーグ、1950年録音）などの録音で知られる。
ハリウッド・ボウル交響楽団、キャピトル交響楽団主にキャピトル・レコードにグレンデール交響楽団が録音する際に使用した名称。カーメン・ドラゴン、フェリックス・スラトキン等と多くの録音を残している。ハリウッド・ボウル管弦楽団(ロサンゼルス･フィルハーモニー管弦楽団の別名)と混同される事が多い。
ニューヨーク・スタジアム交響楽団1950年代にエヴェレスト・レコード社から発売された、レオポルド・ストコフスキー、レナード・バーンスタイン、カルロス・チャベス（作曲家で、自作自演を行った）などの指揮のレコードにクレジットされた。ニューヨーク・フィルハーモニー交響楽団の変名だといわれている。
レオポルド・ストコフスキーの「彼の交響楽団」、「ストコフスキー交響楽団」ストコフスキーはSPレコード録音時代から多数の録音を行っているが、その中に「彼の交響楽団（his Symphony Orchestra）」または「レオポルド・ストコフスキー交響楽団」とクレジットされたものがしばしば見られる。録音場所はニューヨークであったことから、ニューヨーク・フィルハーモニー交響楽団の変名である可能性が指摘されている。
ルネ・レイボヴィッツ指揮のパリ・コンセール・サンフォニーク協会管弦楽団などポーランド出身の作曲家・指揮者・音楽理論家のルネ・レイボヴィッツは1940年代末から1960年代前半にかけて大量の管弦楽作品を録音した。そこで多く登場している楽団としてパリ・コンセール・サンフォニーク協会管弦楽団があるが、これはパリ音楽院管弦楽団の変名であった可能性が指摘されている。また、レイボヴィッツ録音にはその他にもパリ新交響協会管弦楽団、パリ・フィルハーモニー管弦楽団、パリ放送交響楽団、ロンドン・フェスティヴァル管弦楽団、などの楽団が登場するが、これらも実態が不明確な「覆面オーケストラ」である。
ウィーン国立歌劇場管弦楽団のウェストミンスター録音ウィーン国立歌劇場管弦楽団というと、通常はウィーン・フィルハーモニー管弦楽団の母体となっているウィーン国立歌劇場（ウィーン・シュターツオーパー）のオーケストラを指す。ところが、1950年代にアメリカのウェストミンスター・レコード社がヘルマン・シェルヘンやエイドリアン・ボールト等の指揮するレコードの演奏団体として「ウィーン国立歌劇場管弦楽団」をクレジットしている。このウェストミンスター・レーベルのウィーン国立歌劇場管弦楽団は実はウィーン・シュターツオーパーのオーケストラではなく、ウィーンにあるもうひとつの歌劇場のウィーン・フォルクスオーパー所属の楽団であるウィーン・フォルクスオーパー交響楽団の変名であると考えられている。
フリッツ・ライナー指揮の「交響楽団」ライナーの最後の録音（1963年）となったハイドンの交響曲第95番・第101番「時計」のオーケストラは、単に「交響楽団」とだけクレジットされている。その実態はメトロポリタン歌劇場管弦楽団、ニューヨーク・フィルハーモニー交響楽団、ピッツバーグ交響楽団、シカゴ交響楽団等からの選抜メンバーで構成された臨時編成オーケストラである。ここには、ヴィクター・アイタイ(ヴァイオリン、コンサート・マスター)、ヤーノシュ・シュタルケル（チェロ）、ジュリアス・ベイカー（フルート）、ロバート・ブルーム（オーボエ）といった名手が集まっていた。なお、このオーケストラはかつては、「メトロポリタン歌劇場管弦楽団の変名、もしくはそこからの選抜メンバーによる編成」というのが通説であり、そう記載している資料も多いが、近年になって上記のような構成であったことが判明した。
千秋真一指揮R☆Sオーケストラ（ライジングスターオーケストラ）二ノ宮知子作の漫画「のだめカンタービレ」がテレビ・ドラマやアニメ、さらには映画化され、原作とともに大ヒットしたため、関連CDとして「千秋真一指揮R☆Sオーケストラ」が演奏する「ブラームス：交響曲第1番ハ短調＋ドヴォルザーク：交響曲第8番ト長調第1楽章」が発売された。しかし、指揮者の千秋真一は漫画の主人公としての架空の人物であるし、「R☆Sオーケストラ」は漫画内に登場する同名のオーケストラをモデルとした覆面オーケストラである。「R☆Sオーケストラ」の実体や、実際に指揮した人物は公表されていない。
- なお、この漫画のテレビ・ドラマ版、アニメ版、映画版の中での楽曲を演奏するために、臨時編制の「のだめオーケストラ」が結成されており、こちらは東京都交響楽団の団員を核とし、オーディションで集められたメンバーを加えた臨時編成オーケストラであることが知られている。「R☆Sオーケストラ」と「のだめオーケストラ」の関係は公表されていない。

マクシミアンノ・コブラ指揮ヨーロッパ・フィルハーモニア・ブダペスト管弦楽団、ヨーロッパ・フィルハーモニア、ウィーン・シンフォニー・ライブラリーフランス系ブラジル人の指揮者マクシミアンノ・コブラが、2002年頃から、彼が信奉する「テンポ・ジュスト理論」にのっとった録音をリリースしだした。その際の演奏主体が「ヨーロッパ・フィルハーモニア・ブダペスト管弦楽団」または「ヨーロッパ・フィルハーモニア」と銘打たれている。また、近年のコブラ録音にはヨーロッパ・フィルハーモニアとならんで「ウィーン・シンフォニー・ライブラリー」の名がクレジットされることもある。
- 最初に発売されたベートーヴェンの交響曲第９番はDVDによる演奏映像として公表されているため、この時のヨーロッパ・フィルハーモニア・ブダペスト管弦楽団（ヨーロッパ・フィルハーモニア）が実在するオーケストラであったことは確かである。ただしこうした名称の楽団は他では確認されないため、コブラの録音用の臨時編成オーケストラか、または既存楽団の変名としての「覆面オーケストラ」であったと考えられる。
- ところが、2002年以降のコブラの録音は、同じヨーロッパ・フィルハーモニア・ブダペスト管弦楽団（ヨーロッパ・フィルハーモニア）の名で公表されたものの、それらは臨時編成オーケストラでさえなく、電子サンプル音源を利用してシンセサイザーで製作した電子録音となった[注釈 2]。
- さらに、近年のコブラのシンセサイザー録音には「コブラ指揮ウィーン・シンフォニー・ライブラリー & ヨーロッパ・フィルハーモニア」とクレジットされたものがあり、「ウィーン・シンフォニー・ライブラリー」という楽団が存在するように装われている。しかし、実はこれはオーケストラではなく、在オーストリアのシンセサイザー用電子サンプル音源の製作・販売会社である。

## 覆面オーケストラの母体となったオーケストラ
特に著名なものとして、グレンデール交響楽団がある。グレンデールはロサンジェルスの郊外の小都市。このオーケストラはハリウッドに集った映画音楽ミュージシャン達によって、クラシック音楽を演奏するための自主運営団体として結成された交響楽団である。グレンデール交響楽団の指導者であり音楽監督であったのは、映画音楽の作曲，ポピュラークラシックの編曲や指揮で著名であったカーメン・ドラゴン。上記の通り、ブルーノ・ワルターやイーゴリ・ストラヴィンスキーのコロンビア交響楽団の母体として知られているが、キャピトル･レコードに録音するときはハリウッド・ボウル交響楽団，ハリウッド･ボウル･ポップス管弦楽団，キャピトル交響楽団等の名称で他のレコード会社に録音するときは別の名称で録音していた。上記の指揮者の他にフェリックス･スラトキン（レナード･スラトキンの父）やファーディ･グローフェ、またアルフレッド･ニューマン，ミクロス･ローザ，ディミトリー･ティオムキン，フランツ･ワックスマン等映画音楽の巨匠達共多くの録音を残している。録音に関しては正式名称のグレンデール交響楽団での録音は皆無であるという不思議な存在であった。

## 「覆面オーケストラ」に類似した現象

### 既存オーケストラの別名
既存の楽団が、何かの理由がある際に、別名を名乗ることがある。たとえば、ボストン交響楽団は夏のオフ・シーズンのポピュラー音楽コンサートの際にはボストン・ポップス管弦楽団を名乗る。ミラノ・スカラ座管弦楽団は歌劇以外での演奏会や録音の際にはスカラ・フィルハーモニー管弦楽団を名乗る。ただしこれらは、別名を使用した演奏会を公式に行ったり、既存オーケストラの別名であることを公表していたりするから、覆面オーケストラとは見なさないのが通例である。

### 臨時編成のオーケストラ
他に、臨時編制のオーケストラがある。毎年の決まった時期に開催される音楽祭のためのオーケストラ（サイトウ・キネン・オーケストラ、バイロイト祝祭管弦楽団、など）や、ある時期にだけミュージシャンが集まって演奏活動を行うオーケストラ（十八世紀オーケストラ、など）、海外での公演のために臨時に編制されたオーケストラ、などの事例がある。これらも、その名称での演奏会を公式に行ったり、メンバーが公表されていたりするから、覆面オーケストラとは見なさないのが通例である。

### 幽霊オーケストラ
覆面オーケストラの類似概念に、「幽霊オーケストラ」と呼ばれているものがある。前者は後者の中に包括されるという見方もできる。ただし、覆面オーケストラの録音は、その理由はともあれ、正規の契約に基づいたものである。それに対して幽霊オーケストラの中には、マイナー・レーベルのレコード会社が、正規のオーケストラの録音を無断でコピーし、そこに実在しない楽団の名称をクレジットして発売しているという詐欺的なものが含まれている。